# 北京市密云水库林场
北京市密云水库林场，通常密云水库林场，中华人民共和国北京市的一个市属国有林场，成立于1962年，现归北京市水务局管理。

## 历史
1958年9月1日，密云水库开工建设，1960年9月基本建成。1958年9月，绿化密云水库指挥部成立，指挥部成员包括修建密云水库副指挥刘正舟、中共密云县委副书记杨春青、北京市农林局林业工程师史璋、园林局林业工程师张新礼、张新民。指挥部下设办公室，陈杰华任办公室主任，黄海任副主任。1958年，绿化密云水库指挥部在辛庄、荆子峪、靳各寨、溪翁庄村建立苗圃，为在密云水库周边荒山植树造林培育苗木:11。
1959年10月底至1960年4月，修建密云水库指挥部组织民工近2万名在水库周边开展植树造林大会战，分别在北石城、石矿路、南石城、王庄子、水堡子、梨树沟、尖岩、黑山寺、高岭、石骆驼、白龙潭、九松山、五座楼等13个区域的荒山进行植树造林，造林总面积达7333公顷，栽植树苗220万株，播种2万公斤，其中80%成活:206:11。
1962年4月，北京市密云水库林场正式建立，归北京市农林局管辖:206，陈杰华任中国共产党密云水库林场委员会书记，黄海任厂长:13。1963年，600多名下乡和回乡初中、高中毕业生被安置到密云水库林场，组建造林队8个，苗圃2个，果园1个:206。1965年5月，北京市农林局将密云县白龙潭林场和五座楼林场划归密云水库林场，并统一安排绿化密云水库周边荒山:13。1970年11月至1971年5月，密云水库林场改由密云县管理:206。1971年5月，密云水库林场和密云水库管理处合并，归北京市水利局管理:206，白龙潭和五座楼林场恢复独立建制，仍归密云县管理:14。
1978年，密云水库南部松树林发生油松毛虫虫害，1979年受害面积超过1万亩。为保护密云水库水源，无法使用化学农业防治，密云水库林场在1982年开始使用长尾黄鹊防治虫害，1983年又购入灰喜鹊12只投入防虫，1984年至1988年则每年从河北省定兴县购入灰喜鹊110只用于防虫，最终有效地控制了虫害影响:44。
2004年，北京市水利局改组为北京市水务局，密云水库林场随之改由水务局管理。截至2018年，密云水库林场经营总面积为3866.7公顷（2.19万亩），其中有林面积为3840.0公顷。